# Canet Rock
El festival Canet Rock va ser un gran concert a l'aire lliure que es va celebrar per primera vegada el juliol de 1975 i al que van succeir quatre sessions més, sempre a Canet de Mar (Maresme). Estigué precedit per les Sis Hores de Cançó, també organitzades a Canet de Mar, i s'inspirà en festivals internacionals anteriors com el Woodstock de 1969 a Nova York i el de l'illa de Wight d'entre 1968 i 1970 al sud d'Anglaterra. El 2014 s'impulsà un festival sota el mateix nom a Canet de Mar, amb grups de música pop del moment.

## Edició 1975
La primera edició es va fer encara sota la dictadura de Franco i l'organització no aconseguí el permís fins dos dies abans del seu inici. Se celebrà el 26 i 27 de juliol al Pla d'en Sala de Canet de Mar i prometia «dotze hores de música i follia». La Sala Zeleste s'ocupà de la programació musical, mentre que l'empresa Pebrots vinculada a La Trinca hi aportà la infraestructura. Els cantants i grups convidats (Maria del Mar Bonet, Pau Riba, Sisa, Companyia Elèctrica Dharma, l'Orquestra Plateria, etc.) tenien en comú la transgressió o, com començava a anomenar-se, contracultura, manifestada bàsicament en el contingut de les lletres de les cançons, l'ús de l'estil rock i d'altres estils no del gust del govern ni de l'Església, i l'ús del català (nova cançó, rock laietà, etc.).
En total hi participaren: Orquestra Mirasol, Companyia Elèctrica Dharma i Comediants, Pau Riba, Jordi Sabatés, Molina (Lole y Manuel), Maria del Mar Bonet, Fusioon, Ia & Batiste, Barcelona Traction, Gualberto, Iceberg i Orquestra Plateria. La presència de Sisa va ser prohibida pel govern civil, si bé es va fer sonar la cançó «Qualsevol nit pot sortir el sol» en un escenari enfosquit on només s'il·luminava el micròfon. Va ser l'edició més multitudinària de totes i un dels festivals de rock a l'aire lliure més concorreguts fins al moment a Espanya, hi van assistir entre 15.000 i 30.000 persones. El director de cinema Francesc Bellmunt dirigí la pel·lícula Canet Rock, que fou estrenada el desembre de l'any 1976.

## Edició 1976
Sota el nom de «Canet Roc» o més conegut com a Canet Rock, els dies 7 i 8 d'agost se celebrà la segona edició del festival, ja després de la mort de Francisco Franco. A la «festa de la imaginació», amb un nombre de públic considerablement inferior al de l'edició anterior, hi participaren la Companyia Elèctrica Dharma, Sisa, Josep Maria París, La Rondalla de la Costa, Barcelona Traction, Toti Soler, Jordi Sabatés i Santi Arisa, Secta Sònica, Orquestra Mirasol, Orquestra Plateria, Blay Tritono, Pau Riba, Oriol Tramvia, Atila, Miki Espuma, Els Pavesos, Triana, Esqueixada Sniff, Granada i Els Pescadors. També estigué organitzat per Zeleste i Pebrots, com la primera edició. Novament, els organitzadors del festival van rebre l'amenaça del govern de fer-los plegar a les quatre de matinada, en comptes de les set; una ordre que finalment no es va fer efectiva.

## Edició 1977
Amb el títol «Festa de lluna plena», l'edició d'aquell any va venir marcada per la intensa pluja caiguda, que va interrompre constantment el festival. Amb tot, hi participaren la meitat d'assistents dels anys anteriors. Els dies 30 i 31 de juliol actuaren Casavella, l'Orquestra Plateria, Pau Riba amb Los Peruchos, Jordi Batiste, Oriol Tramvia, la Companyia Elèctrica Dharma, Mirasol Colores, Música Urbana i el grup Sardineta. RCA va publicar-ne un àlbum doble titulat Canet Roc 77'. La tercera edició del festival també va estar organitzada per Zeleste i Pebrots, tot i les desavinences inicials entre les dues entitats.

## Edició 1978
La darrera de les edicions del Canet Rock durant la dècada de 1970 es va celebrar la nit entre els dies 2 i 3 de setembre. Els nous organitzadors, Matriu Matràs i Sono-Servei, es van decantar pel punk i el new wave i va ser l'edició amb més presència de grups internacionals. Van actuar-hi Blondie, Gòtic, Nico, Ultravox, Bijou, Daevid Allen, Los Sírex, Crema Galilea, Akra, Tequila, Els Masturbadors Mongòlics, Música Urbana, Big Band del Sindicat Musical de Catalunya, Atila, Borne, Teta Atòmica, La Banda Trapera del Río, i Pau Riba.
L'organització va haver de pagar 500.000 pessetes (uns 3.000 euros) de sanció al govern civil per «greuge contra les creences religioses» en mostrar, en el seu cartell fet per Pau Riba, una Mare de Déu de Filippo Lippi i una gota de semen procedent de la lletra «o» de «Canet Roc» que connecta amb una piràmide que envolta la Mare de Déu, sota les paraules «contrita contradictio virgo inseminanda». S'afirma que el govern civil va rebre pressions d'alguns sectors de l'Església i de l'exèrcit, si bé el moviment catòlic Pax Christi va lamentar la multa.

## Edició 2014

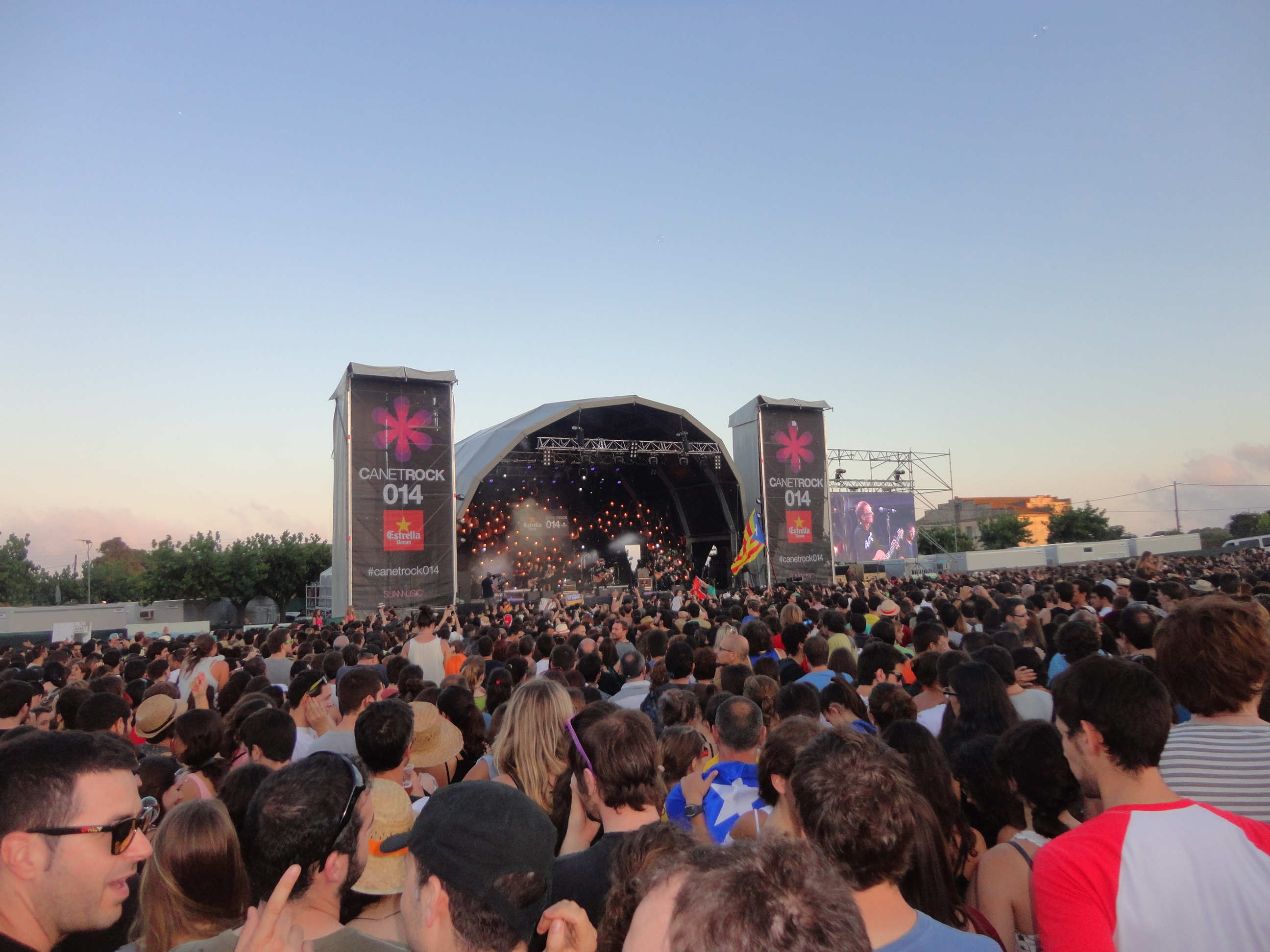
Canet Rock 2014

El 2014 es recuperà el festival Canet Rock en el mateix Pla d'en Sala, de Canet de Mar. El 5 de juliol del 2014, de les 7 de la tarda fins passades les 7 del matí tingué lloc el festival amb l'actuació de grups com Manel, Txarango, Love of Lesbian, Els Pets, Els Amics de les Arts, Jaume Sisa, Blaumut, Caïm Riba, Delafé y las Flores Azules, Mishima, Gerard Quintana amb Xarim Aresté, Gossos, Joan Dausà i els Tipus d'Interès, The Pinker Tones, la Companyia Elèctrica Dharma, Pep Sala i Crator i Manu Guix.
A més el públic trià a partir d'una crida a les xarxes socials el grup Brams per tal de completar el cartell.
El mateix any tingué lloc una exposició antològica sobre el festival a l'Antiga Fàbrica Estrella Damm, de Barcelona, comissariada pel Grup Enderrock i impulsada per Sun Music.

## Edició 2015
El 2015, Canet Rock repeteix el primer dissabte de juliol (4 de juliol de 2015) i es consolida amb artistes com Txarango, Els Catarres, La Pegatina, Lax'n'Busto, Oques Grasses, Els Amics de les Arts, La Banda Impossible, la Companyia Elèctrica Dharma, que van fer un espectacle especial juntament amb Comediants, Josep Maria Mainat "La Trinca", Pablo and The Appleheads, Lausana, Bikimel, Cris Juanico, Projecte Mut, Joana Serrat, Sanjosex entre amics, ADC Dj i Ernest Codina.
Destaca l'actuació de la Banda Impossible formada per membres d'alguns grups del rock català dels 90 com Sopa de Cabra, Lax'n'Busto, Els Pets, Gossos, Ja t'ho Diré, Sangtraït o Glaucs.

## Edició 2016
La tercera edició del Canet Rock, celebrada el 2 de juliol de 2016, va comptar amb un cartell format per artistes com Manel, Els Catarres, La Gran Pegatina, Itaca Band, La Raíz, Aspencat, Els Pets, Blaumut, Sidonie, Animal, el projecte La Pols i l'Era, Sangtraït, Miquel del Roig, Tardor, Rúpits i els Dj's ADC i Ernest Codina.
Fou la primera edició de tota la història de Canet Rock sense la participació de la Companyia Elèctrica Dharma i també fou la primera que no va tancar Txarango, ja que aquell any no van participar en el festival degut a una aturada temporal. El grup encarregat de fer sortir el sol van ser Els Catarres.

## Edició 2017
Després de tres edicions amb èxit rotund, Canet Rock presentà el seu cartell més complet l'1 de juliol de 2017 amb Jarabe de Palo, Txarango i Els Amics de les Arts com a caps de cartell. En destaquen bandes com Gossos o Sopa de Cabra per un públic més adult i altres com Doctor Prats, Zoo, Buhos i Itaca Band encarats cap al públic més juvenil. La resta de grups que hi van participar van ser Hora de Joglar, Miquel del Roig, La iaia i Raska, que van ser els guanyadors del primer concurs de bandes que va organitzar Canet Rock.
Dos anys després de la seva darrera actuació a Canet, Txarango repeteixen com a grup que tanca el festival.

## Edició 2018
L'edició de 2018 del Canet Rock es va celebrar el dissabte 7 de juliol, essent la cinquena edició de l'era moderna, superant el nombre de festivals de la dècada de 1970. El cartell tornava a estar integrat per algunes de les bandes de música més potents dels Països Catalans, introduint en aquesta edició una actuació que combinava música i ball. L'espectacle va consistir en 12 hores de música en directe fins a les sis del matí del diumenge 8, afegint-se més passarel·les d'entrada per gestionar millor les cues, i ampliant-se l'oferta gastronòmica amb més de 20 food tracks.
Pel que fa als grups que hi van participar, els caps de cartell van ser Txarango, La Raíz i Els Amics de les Arts. A més, també hi van actuar la banda de pop-folk Sense Sal, el grup de soul i funk La Soul Machine, acompanyats de les coreografies dels Brodas Bros, Animal, Brams, Josep Maria Mainat, Doctor Prats, Els Catarres, Macaco, Pupil·les, Zoo i La Sra. Tomasa.

## Edició 2019
Aquesta és la sisena edició del Canet Rock, celebrada el dia 6 de juliol i que va durar fins al matí de l'endemà. Les novetats d'aquesta edició no en són poques: es va incorporar un "túnel de rentat" perquè les persones que estaven al festival poguessin anar allà a refrescar-se i combatre la calor i també es van instal·lar àrees de descans d'ombra. A més, Canet Rock també va ser un dels primers festivals on es va estrenar el protocol contra les violències sexuals en l'oci, signat pel Govern català.
Pel que fa als grups de música, aquesta edició va tenir com a caps de cartell La Pegatina, Els Pets, Els Catarres, Zoo i Doctor Prats. A part d'aquests, completen el cartell Roba Estesa, Suu, Ju, Xavi Sarrià i el Cor de la Fera, Companyia Elèctrica Dharma, JM Mainat, Buhos, La Casa Azul, Oques Grasses i Itaca Band. Aquest any però, Txarango ja no va actuar al Canet Rock i va ser Doctor Prats l'encarregat de tancar el festival.

## Edició 2021
Després que l'edició de 2020 fos cancel·lada a causa de la pandèmia de COVID-19, les persones que tenien l'entrada per aquella edició, se'ls va permetre mantenir-la per la següent. Per assegurar que aquesta edició se celebrés de manera segura en un moment en què Catalunya es trobava amb una mitjana de 2.600 casos positius diaris, els assistents van haver de fer-se un test d'antígens el mateix dia en un del diferents punts habilitats arreu del territori català. En aquest cribatge, es van detectar 152 positius de COVID-19 dels 22.300 que es van realitzar i unes 800 persones va renunciar a anar a l'esdeveniment per ser positiu o estar confinat per un contacte abans del cribatge.

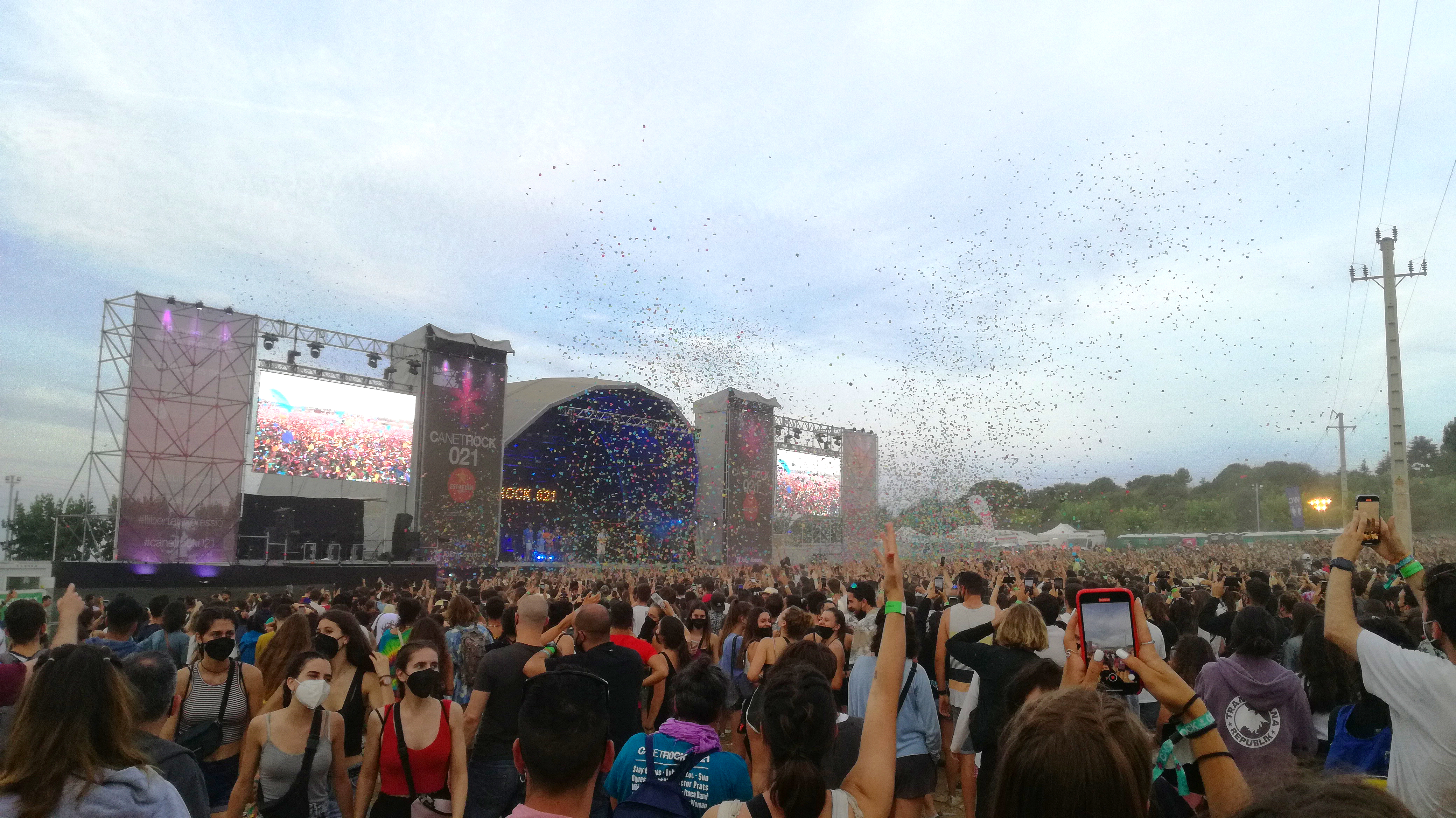
Concert d'Oques Grasses en l'edició de 2021

L'edició d'aquest any va esdevenir el primer festival d'Europa amb més de 20.000 assistents des del començament de la pandèmia, convertint-se en una prova pilot amb seguiment epidemiològic juntament amb altres festivals de Catalunya com el Cruïlla i el Vida. A l'entrada del recinte, els assistents revien una mascareta FFP2, la qual era obligatòria dur en tot moment en el festival.
Pel que fa als grups de música, aquesta edició va tenir com a caps de cartell a Stay Homas, Suu, Buhos, Doctor Prats, Miki Nuñez, Ciudad Jara, Itaca Band, Roba Estesa, Lildami. El grup Zoo no va poder assistir donat que uns quants membres de l'equip tècnic havien donat positiu per COVID-19 uns dies abans, per la seva banda va actuar grup valencià La Fúmiga. I van completar el cartell JazzWoman, Miquel del Roig, Cesc, Dj Ernest Codina, Dj Carles Pérez i Pd Busquets. Aquests anys Oques Grasses van ser els encarregats de tancar el festival.

## Edició 2022
La vuitena edició del Canet Rock, celebrada el 2 de juliol de 2022, va comptar amb un cartell format per artistes com Els Catarres, La Pegatina, Buhos, Doctor Prats, Miki Núñez, Suu, Marcel i Júlia, Miquel del Roig, Balkan Paradise Orchestra, Stay Homas, La Fúmiga, Ginestà i Oques Grasses. Doctor Prats van ser els encarregats de tancar el festival.

## Edició 2023
Es preveu que se celebri la novena edició del Canet Rock de l'1 de juliol de 2023 fins al matí de l'endemà. Els grups que hi tocaran són Stay Homas, Suu, Els Catarres, The Tyets, Els Amics de les Arts, 31 FAM, Buhos, Joan Dausà, Auxili, Triquell, Pupil·les, Pèl de Gall i Miquel del Roig.

## Edició 2024
La desena edició està programada per a na nit del 6 al 7 de juliol del 2024. D'una banda, en el cartell es veu un relleu generacional amb la irrupció de la nova onada de música en català, representada per The Tyets, 31 Fam, Julieta, Figa Flawas i Ginestà; d'altra banda, hi actuaran artistes experimentats en el festival: Oques Grasses, Els Catarres, Miki Núñez i La Fúmiga. Finalment, a la llista s'afegeixen artistes com Miquel del Roig i O-Erra.